# Wylde Pak
A Wylde Pak 2025-től vetített amerikai 2D-s számítógépes animációs vígjátéksorozat, amelyet Paul Watling és Kyle Marshall alkotott. A sorozatot Watling és Marshall családi élete ihlette, amelyben Lily Pak és Jack Wylde féltestvérek mindennapi kalandjait követhetjük nyomon, miközben próbálnak beilleszkedni az újonnan alakult koreai-amerikai családjukba. A kitalált Canyon Valley városában játszódó sorozatban a két féltestvér gyakran felveszi a kapcsolatot családtagjaikkal – Wylde apjával William-mel, Pak anyjával Min-Ju-val és Halmoni nagymamával.
A sorozat 2025. május 1-jén debütált a Nicktoons hivatalos YouTube csatornáján. A televíziós premierje az Amerikai Egyesült Államokban 2025. június 6-án történt meg a Nickelodeonon. Magyarországon a Nickelodeon fogja bemutatni 2025. szeptember 29-én.

## Cselekmény
A sorozat Lily Pak és Jack Wylde féltestvéreket követi nyomon, akik először élnek együtt, ezzel kimozdulva a komfortzónájukból. A sok átélt kaland alatt megtanulnak kijönni egymással, megpróbálnak eligazodni az új családjukon belül, miközben segítenek a család állatkozmetikai és panziós vállalkozásának működtetésében.Szüleik és nagymamájuknak köszönhetően pedig mindkét fél megismeri egymás előéletét, vegyes identitásukat, élénk kultúrájukat és a család fontosságát.

## Szereplők

### Főszereplők
| Szereplő         | Eredeti hang      | Magyar hang |
| ---------------- | ----------------- | ----------- |
| Lily Pak         | Nikki Castillo    |             |
| Jack Wylde       | Benjamin Plessala |             |
| Will Wylde       | Ben Pronsky       |             |
| Min-Ju Pak       | Jee Young Han     |             |
| Halmoni nagymama | Jean Yoon         |             |

### Mellékszereplők
| Szereplő    | Eredeti hang   | Magyar hang |
| ----------- | -------------- | ----------- |
| Alice Kelly | Gillian Jacobs |             |
| Chuck       | Jon Glaser     |             |

## Epizódok
| #   | Eredeti cím                         | Magyar cím | Író                                                           | Eredeti premier                                        | Magyar premier       | Gyártási kód |
| --- | ----------------------------------- | ---------- | ------------------------------------------------------------- | ------------------------------------------------------ | -------------------- | ------------ |
| 1.  | Best Summer Ever?                   | TBA        | Brittney Jo Flores, Jenava Mie, Paul Watling és Kyle Marshall | 2025. május 1. (YouTube) 2025. június 6. (Nickelodeon) | 2025. szeptember 29. | 101          |
| 2.  | Sad, Single, and Stranded           | TBA        | Adam Colás                                                    | 2025. június 13.                                       | 2025. szeptember 30. | 102          |
| 2.  | A Waste of a Perfect Summer Day     | TBA        | Brandon Hoàng                                                 | 2025. június 13.                                       | 2025. szeptember 30. | 102          |
| 3.  | Woori World                         | TBA        | Brittney Jo Flores                                            | 2025. június 20.                                       | TBA                  | 103          |
| 3.  | Finding FlamingoFan85               | TBA        | Adam Colás                                                    | 2025. június 20.                                       | TBA                  | 103          |
| 4.  | Just a Little Pipe Problem          | TBA        | Brandon Hoàng                                                 | 2025. június 21.                                       | TBA                  | 105          |
| 4.  | Camp Chuck                          | TBA        | Eden Rousso                                                   | 2025. június 21.                                       | TBA                  | 105          |
| 5.  | The Three Ravens                    | TBA        | Brandon Hoàng                                                 | 2025. június 27.                                       | TBA                  | 106          |
| 5.  | Left Holding the Bag                | TBA        | Alec Schwimmer                                                | 2025. június 27.                                       | TBA                  | 106          |
| 6.  | The Meatball of Canyon Valley       | TBA        | Brandon Hoàng                                                 | 2025. július 11.                                       | TBA                  | 110          |
| 6.  | Sticky Fingers                      | TBA        | Sammie Crowley                                                | 2025. július 11.                                       | TBA                  | 110          |
| 7.  | Warriors Against the Realm          | TBA        | Adam Colás                                                    | 2025. július 18.                                       | TBA                  | 109          |
| 7.  | Sunganduel                          | TBA        | John McKinnon és Kyle Marshall                                | 2025. július 18.                                       | TBA                  | 109          |
| 8.  | The Boba-Get                        | TBA        | Ari Castleton, Mark Galez és John Infantino                   | 2025. július 25.                                       | TBA                  | TBA          |
| 8.  | Be Your Own Bean                    | TBA        | Kris Mukai                                                    | 2025. július 25.                                       | TBA                  | TBA          |
| 9.  | Meats of Strength                   | TBA        | Brandon Hoàng                                                 | 2025. augusztus 1.                                     | TBA                  | TBA          |
| 9.  | Dead Ed's                           | TBA        | Adam Colás                                                    | 2025. augusztus 1.                                     | TBA                  | TBA          |
| 10. | The Secret of Lake Island           | TBA        | Brandon Hoàng                                                 | 2025. augusztus 8.                                     | TBA                  | TBA          |
| 10. | Father, Son, and Furniture Store    | TBA        | Adam Colás                                                    | 2025. augusztus 8.                                     | TBA                  | TBA          |
| 11. | LAD                                 | TBA        | Brittney Jo Flores, Bosook Coburn és Keith Pakiz              | 2025. augusztus 15.                                    | TBA                  | TBA          |
| 11. | Before 10AM                         | TBA        | Todd McClintock                                               | 2025. augusztus 15.                                    | TBA                  | TBA          |
| 12. | Where There's a Will, There's a Way | TBA        | TBA                                                           | TBA                                                    | TBA                  | TBA          |
| 12. | Lost in the Sauce                   | TBA        | TBA                                                           | TBA                                                    | TBA                  | TBA          |
| 13. | Follow the Sprinkles                | TBA        | TBA                                                           | TBA                                                    | TBA                  | TBA          |
| 13. | Canyon Valley V. Dirk               | TBA        | TBA                                                           | TBA                                                    | TBA                  | TBA          |
| 14. | Journey to the Otter Side           | TBA        | TBA                                                           | TBA                                                    | TBA                  | TBA          |

## A sorozat készítése
2025 márciusában a Nickelodeon bejelentette, hogy egy új animációs vígjáték sorozat van készülőben, melynek címe Wylde Pak. A sorozat első körben egy 26 epizódos berendelést kapott. A Kő, Papír, Olló után ez a második sorozat, ami a 2019-ben indított Nickelodeon Intergalactic Shorts Programnak köszönhetően került berendelésre. 2025. március 11-én kiderült, hogy a sorozat főszereplőinek szinkronhagjai Nikki Castillo, Benjamin Plessala, Ben Pronsky, Jee Young Han és Jean Yoon lesznek. A sorozatot a Nickelodeon Animation Studio készíti, a vezető producerek pedig Paul Watling, Kyle Marshall, Seonna Hong és Conrad Vernon lettek.